# まるてんフライデー
まるてんフライデーはエフエム山口で2009年4月3日から2010年3月26日まで金曜日13:00 - 15:50に放送されていた番組。一部内容とスタジオ（第2スタジオ）は前番組の「ビリフラMAX」からの引継ぎである。
この番組の終了によりMEN'S FOUR ビリビリFriday以来続いた金曜昼の自社制作枠は消滅し、JFNC制作のFRIDAY GOES ON! 〜あっ、それいただきっ!〜の放送が6年ぶりに再開した。また、金曜夕方の自社制作枠はEvening StreetからFRIDAY Bang! Bang! Highwayになった。

## パーソナリティ
- BB金光 - ビリフラから続投。
- 沖永優子 - ビリフラ内「見つけちゃローソン」からこの番組へ。

この2人は、かつて土曜昼に放送していたCOCO PARTYで共演していた（2000年10月 - 2004年7月) 。

## 番組内容
- 13:10 MUSIC&TALK
- 13:21 クイズ分かったら、はい電話ぁ〜!
- 13:55 快適生活ラジオショッピング
- 14:10 チェリーさんのコーナー
- 14:15 FM Radio Shopping
- 14:30 道路交通情報
- 14:35 エンタメ放題
- 14:45 ホンダカーズ山口な時間
- 14:55 Japan Furusato Network
- 15:05 ユニクロ山口店・防府店の「あったカジュアル」
- 15:10 突っ込み隊がゆく。
- 15:25 見つけちゃローソン

### 以下は終了
- Eternity（JFNCネット枠）

### スペシャル番組
- 『まるてん忘年会〜男同士の話があります〜』（2009年12月31日 17:00 - 17:50。BB金光と砂原くんが出演）